# Айнзацгрупи
Айнзацгрупите (на немски: Einsatzgruppen) са специализирани подразделения на германската паравоенна организация СС, действали по време на Втората световна война. Те са отговорни за множество масови убийства на цивилни в окупираните територии и играят ключова роля в т.нар. „окончателно решение на еврейския въпрос“. Използвани са за справяне с:
- политическите противници;
- расовите противници (основно евреи);
- партизани;
- католическото духовенство;
- аристократи.

Според някои оценки, Айнзацгрупите и спомагателните им войски са отговорни за над 2 милиона убийства, от които поне 1,3 милиона – евреи.
Айнзацгрупите са сформирани от служители на полицията за безопасност (Зипо), полицията (състояща се от Гестапо и криминалната полиция (Крипо)), службата за сигурност, полицията за поддържане на реда (Орпо) и Вафен-СС.
Първите айнзацгрупи са създадени по време на аншлуса на Австрия към Райха през 1938 г. Те добиват голямо значение за поддържане на реда в окупираните територии след избухването на Втората световна война, и в частност по време на войната с Полша (1939) и нахлуването в СССР (1941).
Под ръководството на Хайнрих Химлер и надзора на Райнхард Хайдрих Айнзацгрупите действат в окупираните територии от райха след нахлуването в Полша и последвалото нахлуване в Съветския съюз. Действията им се разпростират от избиването на няколко души до операции, продължаващи няколко дни, като например масовите избивания при Бабин Яр, където загиват 33 771 евреи.
По нареждане на Адолф Хитлер Верхмахтът е кооперирал с Айнзацгрупите и им е предоставял логистическа поддръжка. След нахлуването в СССР Айнзацгрупите са разделени на четири групи, според географското им поле на действие:
- Айнзацгрупа A – Прибалтийските републики и Беларус;
- Айнзацгрупа B – Беларус;
- Айнзацгрупа C – Северна и Централна Украйна;
- Айнзацгрупа D – Южна Украйна, Бесарабия, Крим, Кавказ.

Групите са наброявали от 500 до 1000 души. Общият размер на всичките групи е оценен на 3000 войници и 80 офицери.
След края на войната, по време на Нюрнбергските процеси, от септември 1947 г. до април 1948 г. са обвинени 24 висши ръководни лица в престъпления срещу човечеството и военни престъпления. Издадени са 14 смъртни присъди.